# Carnifex de Buckley
Micrastur buckleyi
Espèce
Statut de conservation UICN

 LC  : Préoccupation mineure
Le Carnifex de Buckley ou Carnifex de Traylor (Micrastur buckleyi) est une espèce d'oiseaux de la famille des Falconidae.

## Répartition
Cette espèce vit au Brésil, en Colombie, en Équateur et au Pérou.